# Jean-Louis Descloux
Jean-Louis Descloux (ur. 3 listopada 1937) – szwajcarski lekkoatleta, sprinter,  medalista mistrzostw Europy z 1962.
Zdobył brązowy medal w sztafecie 4 × 400 metrów na mistrzostwach Europy w 1962 w Belgradzie. Szwajcarska sztafeta biegła w składzie: Bruno Galliker, Marius Theiler, Hansruedi Bruder i  Descloux. Descloux startował na tych mistrzostwach także w biegu na 100 metrów i biegu na 200 metrów, ale w obu tych konkurencjach odpadł w przedbiegach.
Wystąpił na igrzyskach olimpijskich w 1964 w Tokio w biegu na 200 metrów i w sztafecie 4 × 400 metrów, ale w obu konkurencjach odpadł w eliminacjach.
Był mistrzem Szwajcarii w biegu na 400 metrów w 1965 i 1966.
Ustanowił rekord Szwajcarii w sztafecie 4 × 400 metrów z wynikiem 3:07,0 (16 września 1962 w Belgradzie).